# 溫佩利
溫佩利是芬蘭的城鎮，位於該國西部拉帕湖東岸，由南博滕區負責管轄，始建於1866年，面積329平方公里，2013年人口3,212，人口密度為每平方公里11.18人。

## 外部連結
- Municipality of Vimpeli （页面存档备份，存于） – Official website